# Вербківський
Вéрбківський (до 2023 року — Платформа 988 км) — пасажирський залізничний зупинний пункт Дніпровської дирекції Придніпровської залізниці на електрифікованій лінії Лозова — Павлоград I між станціями Ароматна (4 км) та Павлоград I (5 км). Розташований в селі Вербки Павлоградського району Дніпропетровської області.

## Пасажирське сполучення
На зупинному пункті зупиняються приміські електропоїзди до станцій Запоріжжя II, Лозова, Покровськ, Синельникове I та Дніпро-Головний.